# Linus eller Tegelhusets hemlighet
Linus eller Tegelhusets hemlighet är en svensk film från 1979 med regi och manus av Vilgot Sjöman. Huvudrollen som Linus spelas av Harald Hamrell och i övriga roller ses bland andra Viveca Lindfors, Ernst Günther och Harriet Andersson.

## Om filmen
Filmen var Sjömans första sedan 1977 års Tabu och spelades in mellan den 24 juli och 8 september 1978 i Stockholm. Inspelningsplatser var Filminstitutets ateljé, Långholmens centralfängelse, Jungfrugatan 41 (källare och gård), Värtagasverket (gata), Väpnargatan 1 (Hovstallet), Järnvägsgatan i Sundbyberg (gjuteri), Högbergsgatan 12 (gata) och Karlaplan. Bengt Forslund var producent, Tony Forsberg fotograf och Carl-Olov Skeppstedt klippare. Bengt Ernryd komponerade originalmusik till filmen och i övrigt användes musik av bland andra John Philip Sousa. Filmen premiärvisades den 20 augusti 1979 på biograferna Palladium i Lund, Camera i Malmö, Spegeln i Stockholm och Camera i Uppsala. Den är 98 minuter lång, i färg och tillåten från 15 år.

## Handling
Filmen utspelar sig under 1930-talet och handlar om 16-årige Linus som arbetar på ett antikvariat och som drömmer om att bli poet. En dag tar hans far med honom till ett tegelhus som Linus genast fascineras av då det döljer hemligheter. Längst upp bor ägaren ambassadrisen och hemhjälpen Abigail, som Linus förälskar sig i. Samtidigt upptäcker Linus att fadern har ett förhållande med bästa vännens hustru.
Faderns bästa vän dödas i husets källare av portvakten som där bedriver en bordell. Linus är rädd att fadern ska anklagas för mordet och börjar därför att samla bevis som kan avslöja mördaren. Portvakten är dock honom på spåren och Linus får hjälp av bordellflickorna att fly upp till Abigail och ambassadrisen.

## Rollista
- Harald Hamrell – Linus, 16 år
- Viveca Lindfors – ambassadrisen
- Ernst Günther – Eriksson, vicevärd
- Harriet Andersson	– Lilly, vicevärdens hjälpreda
- Sven Wollter – Daniel, Linus far
- Hans Ernback – Helge, Daniels arbetskamrat
- Christina Schollin – Märta, Helges hustru
- Birgit Carlstén – Emily, bordellflicka
- Monica Dominique – Gudrun, bordellflicka
- Pernilla Wallgren	– Abigail, ambassadrisens hemhjälp
- Lasse Pöysti – antikvariatsinnehavare

Ej krediterade
- Carl-Axel Elfving	– läkare
- Peter Lindgren – medlem av stråkkvartetten
- Lars Birgin – medlem av stråkkvartetten
- Henric Thörnberg – medlem av stråkkvartetten
- Esko Tapio – medlem av stråkkvartetten
- Tage Schaffer – assistent till stråkkvartetten
- Ruth Stevens – bordellflicka
- Jelena Jangfeldt – bordellflicka
- Marianne Engström – bordellflicka
- Maria Weisby – bordellflicka
- Eva Höglund – bordellflicka
- Ingeborg Lagaeus – bordellflicka
- Gunilla Jakobson – bordellflicka
- Henry Bornström – en plågoande
- Sture Fröberg – en plågoande
- Johan Thorén – en plågoande
- Paridon von Horn – den utländske generalen
- Hugo Álvarez – utländsk militär
- Anita Ekström – dubbningsröst
- Gunnar Ernblad – dubbningröst

### Fotnoter
1. 1 2 3 4  ”Linus eller Tegelhusets hemlighet”. Svensk Filmdatabas. http://sfi.se/sv/svensk-filmdatabas/Item/?itemid=5039&type=MOVIE&iv=Basic&ref=/templates/SwedishFilmSearchResult.aspx?id%3d1225%26epslanguage%3dsv%26searchword%3dLinus+eller+Tegelhusets+hemlighet%26type%3dMovieTitle%26match%3dBegin%26page%3d1%26prom%3dFalse. Läst 8 maj 2013.